# Trichostomum cuspidatum
Trichostomum cuspidatum là một loài Rêu trong họ Pottiaceae. Loài này được (Dozy & Molk.) Dozy & Molk. miêu tả khoa học đầu tiên năm 1859.